# Bahía Andvord
La bahía Andvord se extiende entre el cabo Van Beneden y el cabo Lacaze-Duthiers, en la costa Danco, en el oeste de la península Antártica.
Posee 17 kilómetros de largo y 6 kilómetros de ancho. En su interior se encuentra el Puerto Neko. Sus costas son altas y descargan en ella varios glaciares.

## Historia y toponimia
Fue descubierta y cartografiada en 1898 por la expedición Antártica Belga, al mando de Adrien de Gerlache de Gomery. Fue nombrado en honor a Rolf Andvord (1847-1906), cónsul de Bélgica en Oslo (Noruega), quien facilitó los trámites para la compra del buque expedicionario.

## Reclamaciones territoriales
Argentina incluye a la bahía en el departamento Antártida Argentina dentro de la provincia de Tierra del Fuego, Antártida e Islas del Atlántico Sur; para Chile forma parte de la comuna Antártica de la provincia Antártica Chilena dentro de la Región de Magallanes y de la Antártica Chilena; y para el Reino Unido integra el Territorio Antártico Británico. Las tres reclamaciones están sujetas a las disposiciones del Tratado Antártico.
Nomenclatura de los países reclamantes: 
- Argentina: bahía Andvord[5][6]
- Chile: bahía Andvord[7]
- Reino Unido: Andvord Bay[4]